# バラードの心
『バラードの心』(The Soul Of Ballads) は、ジミー時田のアルバム。1970年2月にキングレコードから発売された。
1967年9月から1969年8月までの2年間の渡米生活を経て、本作が時田にとっての国内復帰作となる。カントリー・ソングのみならず、渡米中に各地のホテルやクラブで歌っていたポップスも取り上げている。オーケストラであるオールスターズ・レオンがバックを務めた。編曲は野口武義。

## 収録曲
Side 1
1. 恋はフェニックス - By The Time I Get To Phoenix
2. イエスタデイ・ホエン・アイ・ワズ・ヤング - Yesterday When I Was Young
3. ディス・ガイ - This Guy's in Love with You
4. ラヴ・ミー・トゥナイト - Love Me Tonight
5. フライ・ミー・トゥ・ザ・ムーン - Fly Me to The Moon
6. リトル・オールド・ワイン・ドリンカー・ミー - Little Old Wine Drinker Me
7. 知りたくないの - I Really Don't Want To Know

Side 2
1. 思い出のグリーン・グラス - Green, Green Grass Of Home
2. ラスト・ワルツ - Last Waltz
3. いそしぎ - The Shadow Of Your Smile
4. ユー・ミーン・オール・ザ・ワールド・トゥ・ミー - You Mean All The World To Me
5. マイ・ハート・ワズ・ザ・ラスト・ワン・トゥ・ノウ - My Heart Was The Last One To Know
6. ハワイの結婚の歌 - Hawaiian Wedding Song
7. イッツ・サッチ・ア・プリティ・ワールド・トゥデイ - It's Such A Pretty World Today

## パーソネル
ジミー時田 (ヴォーカル、ギター)
オールスターズ・レオン (オーケストラ)
野口武義 (編曲)